# باندیکوت پاخوکی
باندیکوت پاخوکی (نام علمی: Chaeropus ecaudatus) پستانداری کیسه‌دار و ریزجثه از تیره خوکان کیسه‌دار بود که در مناطق مرکزی و صحرایی خشک و نیمه‌خشک استرالیا زندگی می‌کرد. با ورود مهاجران اروپایی به استرالیا، جمعیت این پستانداران کاهش پیدا کرد و گستره پراکندگی‌شان محدود به منطقه کوچکی در سرزمین اصلی استرالیا شد. واپسین نمونه‌های این جانور در دهه ۱۹۵۰ دیده شدند و پس از آن به شکل رسمی منقرض اعلام شد.

## ویژگی‌ها
رنگ پوست باندیکوت‌های پاخوکی قهوه‌ای مایل به نارنجی بود که در زیر بدن روشن‌تر می‌شد. روی دم و بخش بالایی آن به رنگ تیره بود. این جانور گوش‌های به نسبت بزرگی داشت، پوزهٔ کشیده و دراز با نوکی تیز داشت و پاهای لاغر و کشیده. پاهای جلویی به گونه‌ای بودند که تنها انگشتان ۲ام و ۳ام برای حرکت به کار می‌رفتند، چیزی که به آن‌ها نمایی از حرکت با انگشتان سم‌وار در خوک‌ها و گوزن‌ها را می‌داد. در پاهای عقبی، تنها انگشت ۴ام برای حرکت به کار می‌رفت.